# 磯貝一樹
磯貝 一樹（いそがい かずき、1990年12月2日 - ）は、日本のジャズギタリスト。ジャズ/ヒップホップバンド「SANABAGUN.」のメンバー。大分県出身。

## 来歴
2011年にヤマハ主催のコンテストで「Japan Finalist」として選出される。2012年に上京し、ジャズギタリストとして様々なアーティストとのセッション、ライブ、レコーディング、ライブサポートに参加している。
2013年4月にギタリスト井草聖二とギターデュオ「SOUL GAUGE」を結成。
2019年から楽器見本市「NAMM SHOW」にてデモ演奏を始めとしてアジア、ヨーロッパ、アメリカ、アフリカなどの世界各国でツアーを行なっている。
2022年、ジャズ/ヒップホップバンド「SANABAGUN.」に加入。同年9月7日にはイギリスの音楽プロデューサー・エドブラック（The edbl）との共作アルバム『The edbl x Kazuki Isogai Sessions』をリリース。
2023年5月24日、ギター・ソロアルバム『diary』をリリース。

## 作品

### アルバム
- diary（2023年、配信）

### コラボレーション
- The edbl x Kazuki Isogai Sessions（2022年） - エドブラック（The edbl）との共作